# Дочь Сугавара-но Такасуэ
Дочь Сугавара-но такасуэ (яп. 菅原孝標女 сугавара но такасуэ но мусумэ) — автор мемуара дневникового жанра «Одинокая луна в Сарасина», созданного в XI веке в Японии в эпоху Хэйан.

## Биография
В 1008 году, которым начинаются записи в «Дневнике» Мурасаки Сикибу, в семье придворного чиновника из старинной учёной семьи Сугавара Такасуэ родилась дочь, которая известна нам как автор «Сарасина никки». Как пишет Владислав Горегляд, мать девочки была сестрой безымянной «матери Митицуна», которая написала «Дневник эфемерной жизни».
В 1059 или 1060 году писательница рассказала о своей жизни в «Дневнике Сарасина».
Также, возможно, написала Ёру но нэдзамэ и Хаммамацу Тюнагон моногатари.

## «Сарасина никки»
Дневник охватывает основные события жизни автора за 38 лет, с 1020 по 1058 год: жизнь в провинции Кадзуса, дорогу в Киото, увлечение литературой, службу при дворе, замужество, смерть мужа и одиночество. То есть как минимум часть дневника посвящена службе при дворе. Мы можем точно сказать, что Сугавара-но Такасуэ написала дневник будучи в преклонном возрасте: «Дневник благородной госпожи, дочери Сугавара-но Такасуэ, написавшей его на склоне лет, когда даже луна в Сарасина кажется одинокой…».
Несмотря на то, что автор описывает достаточно долгий период своей жизни, при чтении дневника создается впечатление, что она писала его частично по памяти (особенно начальная и заключительная части), частично на материале сохранившейся у писательницы стихотворной переписки. Возможно, что дочь Такасуэ могла вести так называемую литературную тетрадь или личные записки, в которых отмечала все важные для неё события своей жизни.